# Madame Satã (film)
Pour l’article homonyme, voir Madame Satã.
Pour plus de détails, voir Fiche technique et Distribution.
Madame Satã est un film franco-brésilien réalisé par Karim Aïnouz, sorti en 2002. Il est inspiré de la vie de Madame Satã.
En novembre 2015, le film est inclus dans la liste établie par l'Association brésilienne des critiques de cinéma (Abraccine) des 100 meilleurs films brésiliens de tous les temps.

## Synopsis
Au début du XXe siècle, dans les quartiers chauds de Rio de Janeiro, un homme, João Francisco, se fait remarquer par ses mœurs libres, sa liberté, ses bagarres et ses excentricités.
Il protège une femme et des enfants, ainsi qu'un jeune prostitué travesti avec qui il arnaque des clients. Un jour, João Francisco est attiré par un jeune homme, lequel est tout autant attiré par lui. Cependant, le jeune homme est aussi roué que lui.

## Fiche technique
- Scénario : Karim Aïnouz, Marcelo Gomes, Sérgio Machado et Mauricio Zacharias
- Réalisation : Karim Ainouz
- Production : Isabel Diegues, Maurício Andrade Ramos et Walter Salles
- Musique originale : Sacha Amback et Marcos Suzano
- Photographie : Walter Carvalho
- Décors : Marcos Pedroso
- Montage : Isabela Monteiro de Castro
- Durée : 105 minutes
- Pays de production :  Brésil /  France
- Langue : portugais
- Format : couleur
- Date de sortie : 2002

## Distribution
- Lázaro Ramos : João Francisco dos Santos/Madame Satã
- Marcélia Cartaxo : Laurita
- Flavio Bauraqui : Tabu
- Fellipe Marques : Renatinho
- Renata Sorrah : Vitória
- Emiliano Queiroz : Amador
- Giovana Barbosa : Firmina
- Ricardo Blat : José
- Guilherme Piva : Álvaro
- Marcelo Valle : Delegado
- Floriano Peixoto : Gregório
- Gero Camilo : Agapito

## Commentaires
Le film repose sur un personnage réel, João Francisco dos Santos (1900-1976), devenu légendaire sous le nom de Madame Satã. Cet homme noir athlétique du quartier de Lapa à Rio, connu pour être voleur, travesti, père adoptif de sept enfants, symbolise aussi l'affirmation de la culture afro-brésilienne après l'abolition de l'esclavage (1888).

## Distinctions
- Sélection officielle au Festival de Cannes 2002.
- Meilleur acteur, meilleure actrice, meilleure déco, meilleurs costumes et meilleur maquillage aux Grande Prêmio do Cinema Brasileiro en 2003.
- Meilleur acteur et Kodak Award au Festival international du film d'amour de Mons en 2003.
- Prix du Jury pour le meilleur premier prix au Festival du film de La Havane.
- Prix de la meilleure photographie au Festival international de film indépendant de Buenos Aires en 2003.
- Hugo d'or du meilleur film au Festival du film international de Chicago en 2003.